# Зельдович, Моисей Горациевич
Моисей Горациевич Зельдович (1 августа 1919, Каменец-Подольский — 2 декабря 2008, Варшава) — советский и украинский литературовед, доктор филологических наук (1969), профессор (1972).

## Биография
Учился в Харьковском университете. В 1942 окончил Объединённый украинский государственный университет в городе Кзыл-Орда. Во время Второй мировой войны был переводчиком в лагерях для немецких военнопленных. В 1947 стал членом КПСС. В 1948–1998 годах работал в Харьковском университете на кафедре истории русской литературы – преподаватель, доцент, профессор. С 1998 жил в Польше. Исследовал проблемы теории реализма, философского и литературно-эстетического наследия классиков марксизма-ленинизма, русских революционных демократов, теории, истории и методологии литературной критики.